# 1386
Năm 1386 là một năm trong lịch Julius.